# Tetiana Szełechowa
Tetiana Hryhoriwna Szełechowa z d. Rastopszyna (ukr. Тетяна Григоріївна Шелехова z d. Растопшина; ros. ТатьянаГригорьевна Шелехова z d. Растопшина, Tatjana Szelechowa z d. Rastopszyna, ur. 4 kwietnia 1946 w Kijowie) – ukraińska łyżwiarka szybka reprezentująca ZSRR, wicemistrzyni świata i brązowa medalistka mistrzostw Europy.

## Kariera
Pierwszy sukces w karierze Tetiana Szełechowa osiągnęła w 1973 roku, kiedy zdobyła srebrny medal podczas wielobojowych mistrzostw świata w Strömsund. W zawodach tych rozdzieliła na podium dwie reprezentantki Holandii: Atje Keulen-Deelstrę oraz Trijnie Rep. Szełechowa zajęła tam trzecie miejsce w biegu na 1000 m, czwarte na 3000 m, piąte na 1500 m, a na dystansie 500 m była ósma. Na rozgrywanych rok później mistrzostwach Europy w Medeo zajęła trzecie miejsce, plasując się za Keulen-Deelstrą i swą rodaczką, Niną Statkiewicz. W poszczególnych biegach była tam szósta na 500 m, czwarta na 1500 m, druga na 1000 m oraz szósta w biegu na 3000 m. Szełechowa wygrała bieg na 1000 m podczas rozgrywanych w 1966 roku mistrzostw świata w Trondheim, jednak w pozostałych biegach plasowała się na przełomie pierwszej i drugiej dziesiątki, co pozwoliło jej zająć ósme miejsce w wieloboju. W 1976 roku wystartowała na igrzyskach olimpijskich w Innsbrucku, gdzie była piętnasta w biegu na 1000 m oraz szesnasta na trzykrotnie dłuższym dystansie.
W 1974 roku zdobyła srebrny, a w 1973 brązowy medal mistrzostw ZSRR w wieloboju. Ponadto w 1973 była druga w sprincie, a rok później zdobyła brązowy medal.